# Sant Llorenç de la Muga
Sant Llorenç de la Muga là một đô thị trong comarca Alt Empordà, Girona, Catalonia, Tây Ban Nha. Diện tích 32,06 km² và dân số 215 người (2007).
Sant Llorenç de la Muga cách Figueres 16 km.